# Lotus ucrainicus
Lotus ucrainicus är en ärtväxtart som beskrevs av Michail Klokov. Lotus ucrainicus ingår i släktet käringtänder, och familjen ärtväxter. Inga underarter finns listade i Catalogue of Life.